# بی. اونیکریشنان
بی. اونیکریشنان (انگلیسی: B. Unnikrishnan؛ زادهٔ ۱۴ اوت ۱۹۷۰) کارگردان فیلم و فیلم‌نامه‌نویس اهل هند است.

## فیلم‌شناسی
- ببر (فیلم‌نامه‌نویس)
- شهر هوشمند (کارگردان و فیلم‌نامه‌نویس)
- آقای تقلب (کارگردان و فیلم‌نامه‌نویس)
- بدذات (کارگردان و فیلم‌نامه‌نویس)